# Don't Stop the Music (canção)
"Don't Stop the Music" é uma canção escrita por Carl Sturken e Evan Rogers para o terceiro álbum de estúdio de Rihanna Good Girl Gone Bad (2007). É o terceiro single do álbum, lançado logo após "Shut Up And Drive". Foi lançado após "Hate That I Love You" na América, como sendo o quarto single do álbum. A canção utiliza vocais da canção Wanna Be Startin' Somethin', de Michael Jackson (Mama Se Mama Sa Mama Coo Sa), os versos de Wanna Be Startin' Somethin' são originários de "Soul Makossa" do saxofonista Manu Dibango, o saxofonista entrou com um processo contra Michael Jackson e Rihanna. Em 2008, foi a segunda música mais tocada no Brasil, de acordo com a Crowley Broadcast Analysis.

## Videoclipe
Rihanna, em uma entrevista, disse que o clipe é bastante simples, pois a letra também é simples, dizendo que ela está em uma balada. Mas ela afirmou que gosta muito dessa canção.
O videoclipe de "Don't Stop the Music" foi gravado um dia após o término das gravações de "Shut Up And Drive", e um fato curioso é que Rihanna, em "Shut Up And Drive", aparece com o cabelo curto, enquanto em "Don't Stop the Music" seu cabelo está um pouco maior.

## Outras versões e covers
O cantor e compositor Jamie Cullum gravou um cover jazz de "Don't Stop the Music" para seu álbum de 2009 The Pursuit. A versão de Cullum chegou ao número 28 na Netherlands Singles Chart em 13 de fevereiro de 2010. Na sexta temporada do reality de dança America's Best Dance Crew, o grupo de dança Phunk Phenomenon realizado um movimento dancehall Chaplin em "Don't Stop the Music". Em 2011, o duo californiano de indie pop The Bird and the Bee também gravou um cover e lançou no SoundCloud. A cantora e dançarina sul-coreana Hyoyeon, como parte do girl group Girls' Generation, realizou um cover da música durante a sua turnê de 2011. A versão cover também foi incluída em seu segundo álbum ao vivo 2011 Girls' Generation Tour, lançado em 11 de abril de 2013.

## Faixas e formatos
Don't Stop The Music
CD Single promocional Americano e Europeu
| N.º | Título                                         | Duração |  |
| 1.  | "Don't Stop The Music" (Album Version)         | 4:27    |  |
| 2.  | "Don't Stop The Music" (The Wideboys Club Mix) | 6:37    |  |

CD Maxi-Single Europeu
| N.º | Título                                                                                  | Duração |  |
| 1.  | "Don't Stop The Music" (Album Version)                                                  | 4:27    |  |
| 2.  | "Don't Stop The Music" (The Wideboys Club Mix)                                          | 6:37    |  |
| 3.  | "Don't Stop The Music" (Instrumental)                                                   | 4:18    |  |
| 4.  | "Don't Stop The Music" (Vídeo)                                                          | 3:59    |  |
| 5.  | "Don't Stop The Music" / "You Know I'm No Good" (CD, Single, Promo. (com Amy Winehouse) | 7:23    |  |

Don't Stop The Music: Remixes
CD Single promocional Americano e Britânico
| N.º | Título                                                 | Duração |  |
| 1.  | "Don't Stop The Music" (Album Version)                 | 4:27    |  |
| 2.  | "Don't Stop The Music" (Jody Den Broeder Radio Edit)   | 4:22    |  |
| 3.  | "Don't Stop The Music" (The Wideboys Radio Edit)       | 3:11    |  |
| 4.  | "Don't Stop The Music" (Solitaire's More Drama Edit)   | 4:08    |  |
| 5.  | "Don't Stop The Music" (Jody Den Broeder Big Room Mix) | 10:33   |  |
| 6.  | "Don't Stop The Music" (The Wideboys Club Mix)         | 6:37    |  |
| 7.  | "Don't Stop The Music" (Solitaire's More Drama Remix)  | 8:08    |  |
| 8.  | "Don't Stop The Music" (Jody Den Broeder Big Room Dub) | 8:34    |  |
| 9.  | "Don't Stop The Music" (The Wideboys Dub Mix)          | 6:44    |  |
| 10. | "Don't Stop The Music" (Solitaire's More Drama Dub)    | 7:38    |  |

## Desempenho nas paradas

### Posições
| Top (2007/2008)                                | Melhor posição |
| ---------------------------------------------- | -------------- |
| Alemanha - Top 100 Singles                     | 1              |
| Austrália - Parada de Singles ARIA             | 1              |
| Áustria - Top 75 Singles                       | 1              |
| Bélgica - Top 50                               | 1              |
| Bulgária - Top 40 Singles                      | 3              |
| Canadá - Hot 100 Singles                       | 2              |
| Estados Unidos - Billboard Top Dance Club Play | 1              |
| Estados Unidos - Billboard Hot 100             | 3              |
| Estados Unidos - Billboard Pop 100             | 2              |
| União Europeia - Euro 200                      | 1              |
| França                                         | 1              |
| Países Baixos - Dutch Singles Top 40           | 1              |
| Irlanda - Top 50 Singles                       | 6              |
| Itália - Top 50                                | 2              |
| Nova Zelândia - Parada de Singles RIANZ        | 3              |